# Покровское-Стрешнево (лесопарк)
Покро́вское-Стре́шнево (также известен как Покро́вское-Гле́бово) — природно-исторический парк на северо-западе Москвы на территории старинной усадьбы Покровское-Стрешнево. Его площадь составляет 222 гектара.

## Географическое расположение
Лесопарк «Покровское-Стрешнево» находится на северо-западе Москвы, с парком граничат: Химкинское водохранилище, Ленинградское шоссе, линия Московской окружной железной дороги и Волоколамское шоссе.
На северо-западе течёт река Химка, в которой обитают большое количество водоплавающих птиц, бобры, ондатры.
На юго-востоке каскад из семи проточных прудов в русле реки Чернушки.
Помимо основного массива, в состав парка административно входят два отдельных участка:
- Покровское-Стрешнево I — остаток Всехсвятской рощи площадью 29 гектар;
- Покровское-Стрешнево II — Щукинский лесопарк площадью 22 гектара.

## История
Назван в честь усадьбы Покровское-Стрешнево (Глебово-Стрешнево), которая находится на этой территории и является ансамблем — объектом культурного наследия федерального значения.

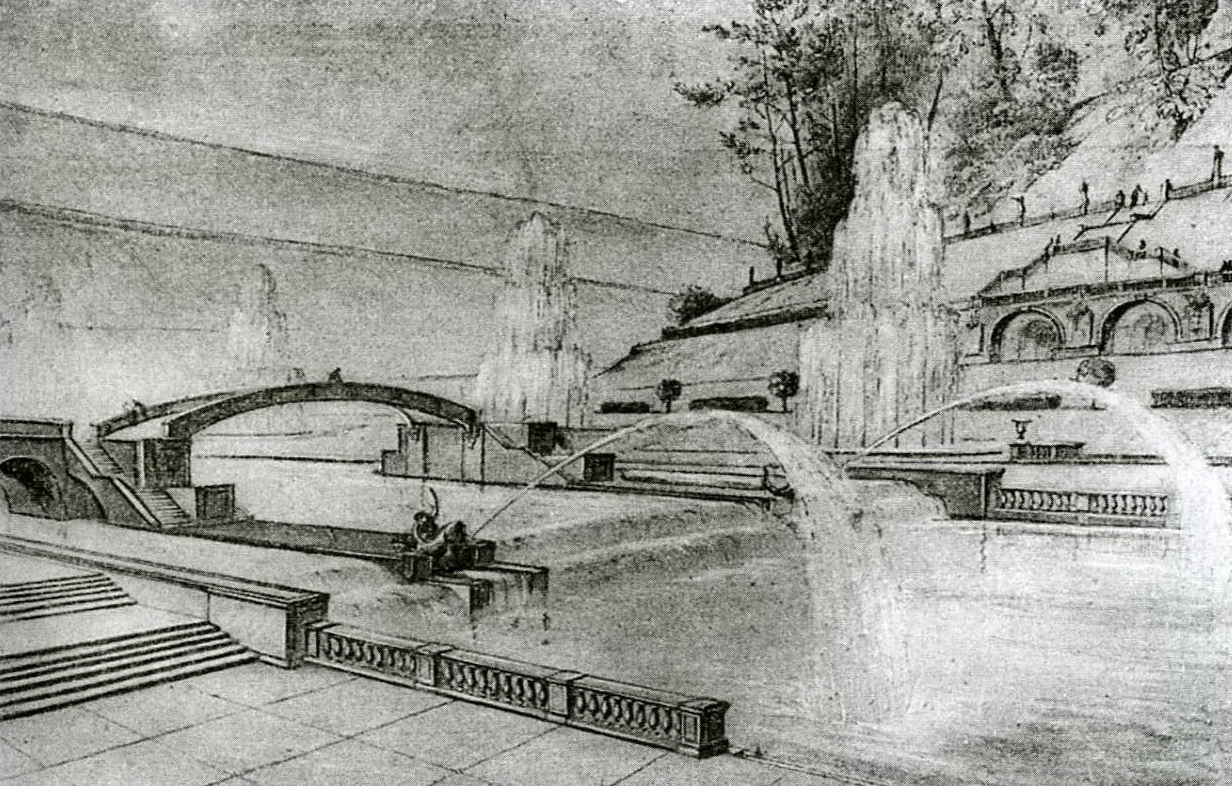
Эскиз водного партера Михаила Коржева

Согласно генеральному плану Москвы 1935 года на территории усадьбы был задуман Химкинский гидропарк, становившийся частью благоустроенного зелёного кольца столицы. Планировалось, в частности, создать парк фонтанов («московский Петергоф»). Основоположник советской ландшафтной архитектуры Михаил Коржев спроектировал в долине Химки большой водяной партер. Центральный фонтан в форме колокола был окружён множеством меньших фонтанов разнообразных форм. Со склонов, спускающихся от соснового бора к реке Химке, должны были струиться водопады. В сосновом бору намеревались устроить беседки и гроты, у дамбы же Химкинского водохранилища — город аттракционов. Однако грандиозные планы остались на бумаге.
В 1978 году объявлен памятником садово-паркового искусства. 21 июля 1998 г. по Постановлению города Москвы № 564 из части лесопарка была образована особо охраняемая природная территория, природно-исторический парк Покровское-Стрешнево. В границах ООПТ находятся два памятника природы. Это Долина реки Химки и Родники в долине реки Химки.
Парк оборудован для детей детскими площадками: качелями, горками. В лесопарке от усадьбы остались: главный дом, основанный в 1800-е годы; пристройки, сделанные в конце XIX века; руины оранжереи, построенной в XVIII—XIX веках; церковь, возведённая в 1750 году с использованием фрагментов стен 1620-х годов; ограда конца XIX века.
Над родниками на Елизаветинской горке сохранились фундаменты павильона Елизаветино 1770-х годов, сгоревшего в годы Великой Отечественной войны.
Летом 2017 года началась реконструкция парка. Существует мнение, что в ходе работ экосистема была значительно повреждена. Была уничтожена практически вся береговая растительность, где в 2018 г. не прилетели в свои привычные места обитания краснокнижные птицы-камышницы и лысухи. Начались работы по прокладке обгонного коллектора. Экологическое состояние парка вызывает обеспокоенность у Общероссийского народного фронта Москвы, экологов, творческой интеллигенции, политиков.
Завершение реконструкции планируется к сентябрю 2022 года. Предполагается зонирование парка на заповедную, эколого-просветительскую, историческую, рекреационную и спортивную части. На границе парка со стороны Ленинградского шоссе сооружаются  площадки для стритбола, скейтборда и воркаута. Зона отдыха с предприятиями общественного питания и пунктами проката велосипедов организуется на берегу Иваньковских прудов. Регулярный парк создают по старым чертежам на историческом месте около усадьбы Покровское-Стрешнево.
К сентябрю 2022 года в парке открыты новые смотровые площадки и обновлены существующие. Все площадки и настилы выполнены в единой стилистике и оборудованы поручнями.

## Флора и фауна
В лесопарке находится каскад прудов, в которых несколько десятков лет назад разрешено было плавать, и родники с питьевой водой.
Среди деревьев здесь растут: сосны, дубы, березняки, липняки, осинники, вяз, клён и лиственницы. Площадь лесного массива 62 %, 150 гектар. Средний возраст 90 лет. По реке Химке растут чёрноольшаники. Насчитывается 200 видов флоры. Наиболее редкие: ландыш майский, хохлатка плотная, колокольчик широколистный и крапиволистный.
80 видов фауны: лисицы, белки, ежи, кроты, озерные лягушки, обыкновенные тритоны. Редкие птицы: сокол, желна, московка, длиннохвостая синица, малая мухоловка, сова неясыть. Пруды заняли водоплавающие птицы, разрешено их кормление.
В 2017 году микологом-любителем в парке был обнаружен редкий гриб — ксилярия фриза.

## Транспорт
Ближайшие станции метро, МЦК и МЦД: Войковская, Щукинская, Стрешнево, Щукинская (МЦД) и Балтийская. Можно идти пешком (15 мин.) от метро «Войковская» (4-5 выход), чтобы добраться до прудов, или же от метро «Войковская» курсируют автобусы 243, 403, 905, н1; 570 (только от станции метро «Водный стадион») к остановке «Парк Покровское-Стрешнево», если хотим пройти к роднику. От Стрешнево (и МЦК, и МЦД) путь занимает в среднем 10-20 минут, общественного транспорта в качестве альтернативы до парка нет. От станции Балтийская до парка лежит самый короткий маршрут. Около усадьбы и входа в парк останавливаются трамвай 6, автобусы м1, 88, 356, 412, е30, е30к, т70.

## Экскурсии
В лесопарке проходят пешеходные экскурсии, тематика которых зависит от времени года.

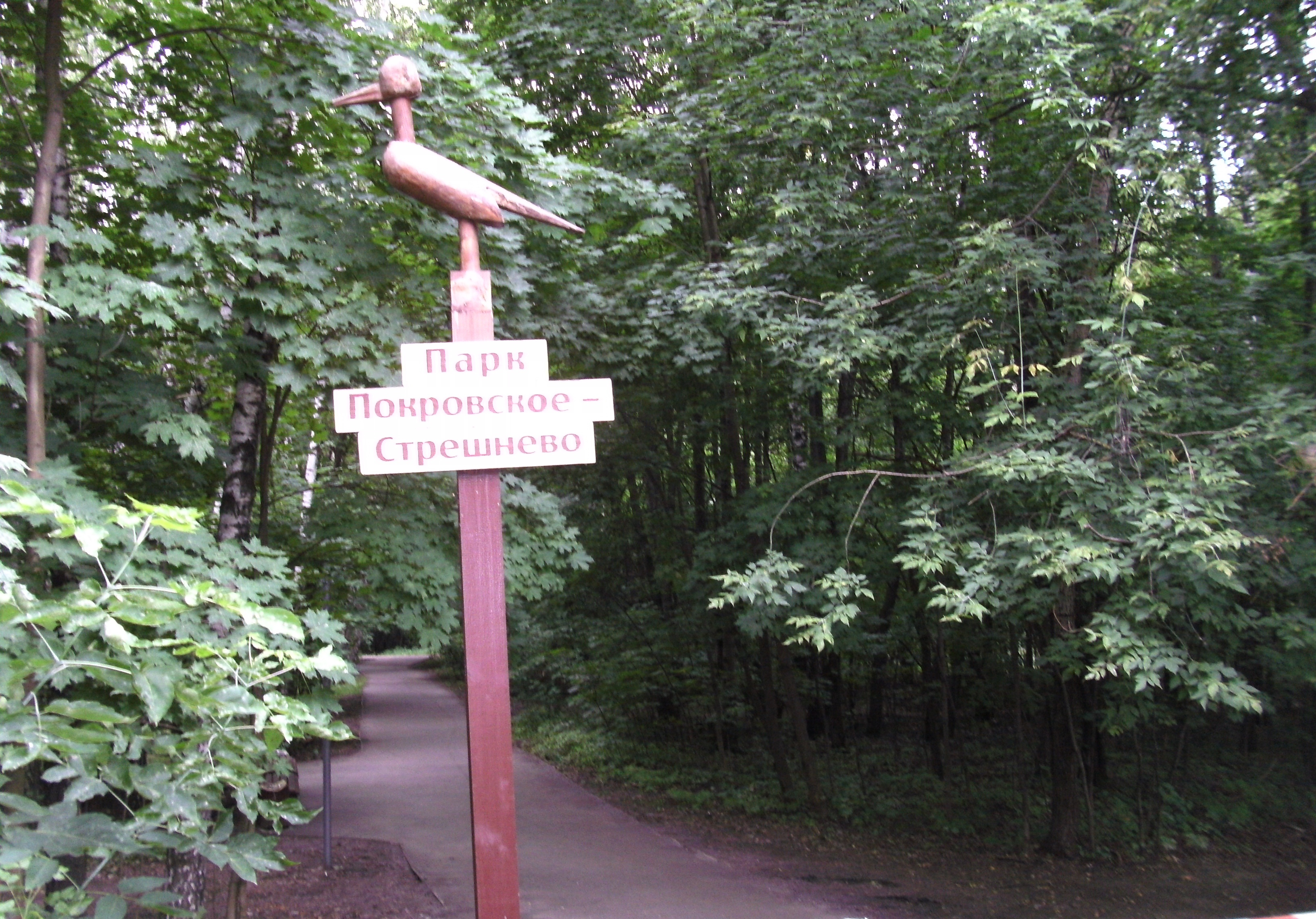
Вход в парк со стороны Никольского тупика
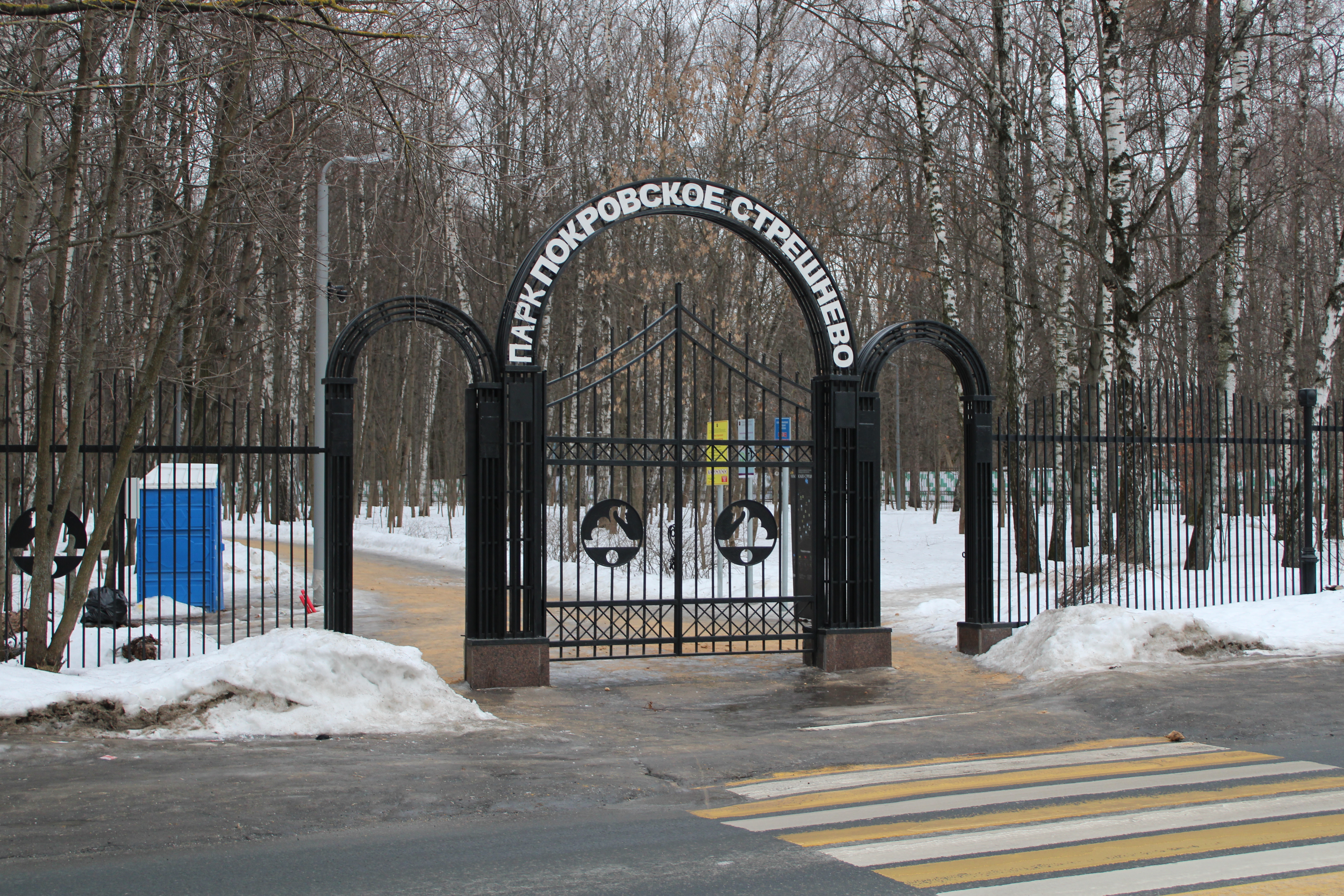
Вход в парк в начале Иваньковского шоссе
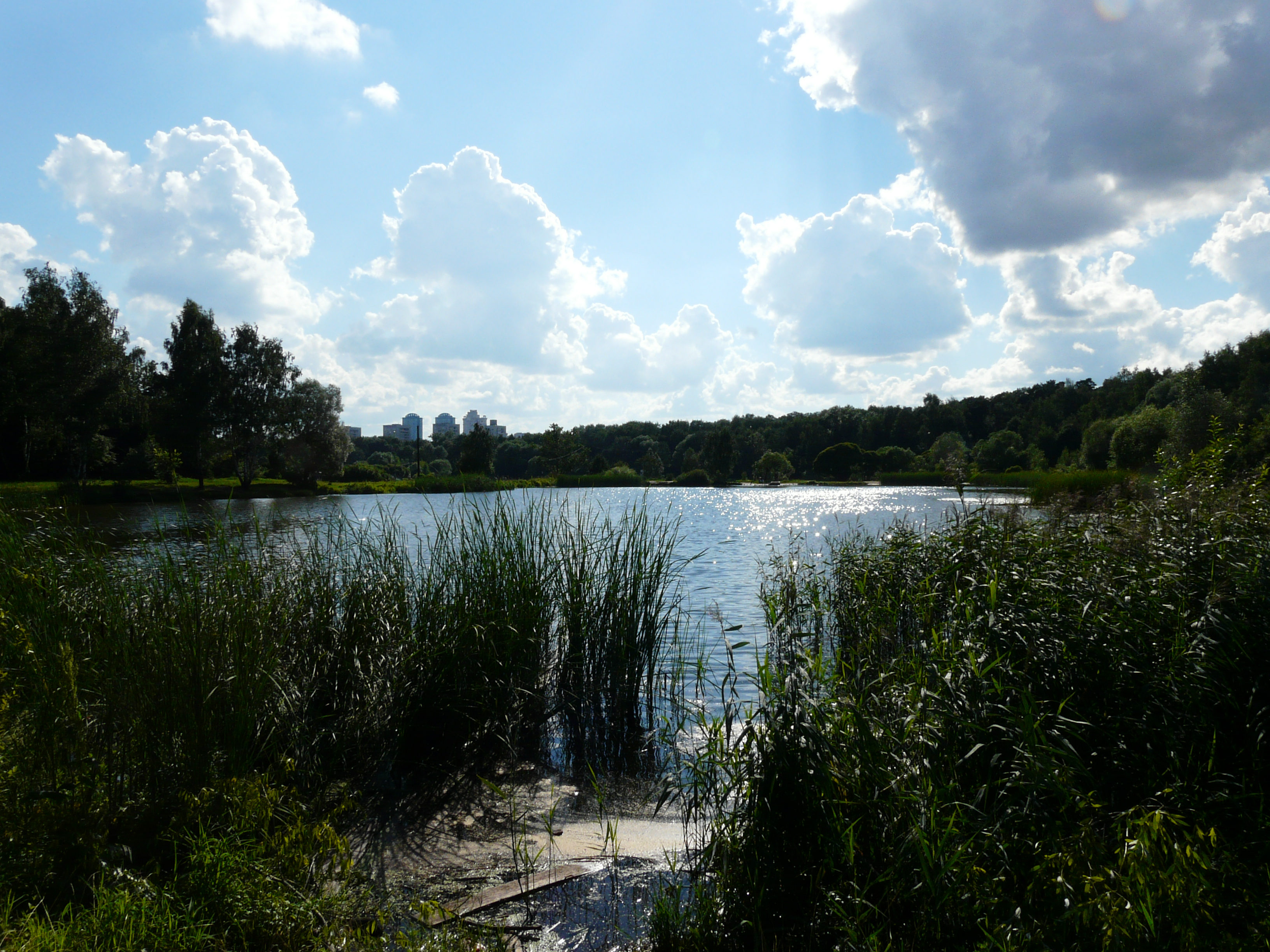
Один из прудов парка
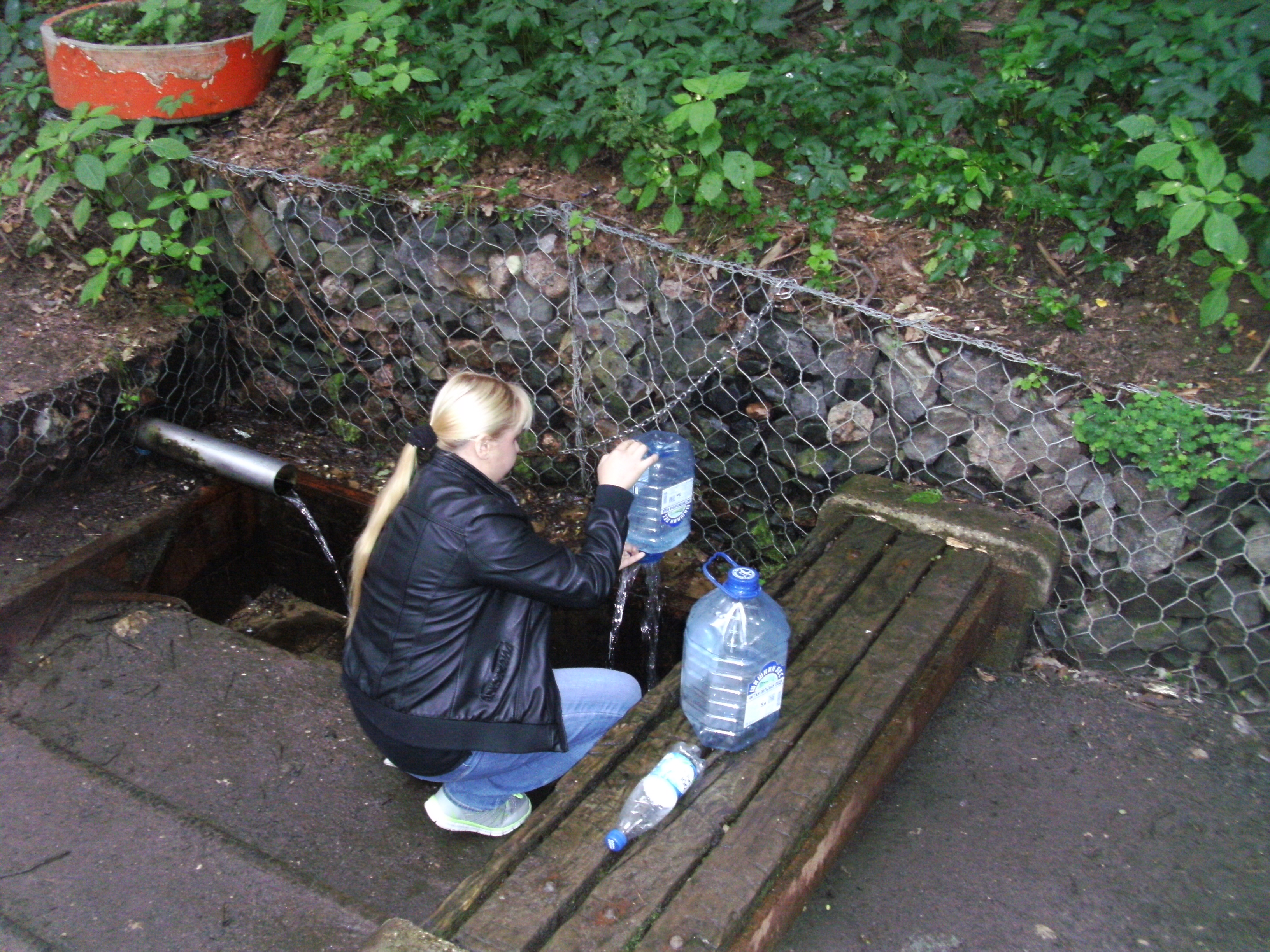
Родник «Царевна-Лебедь»
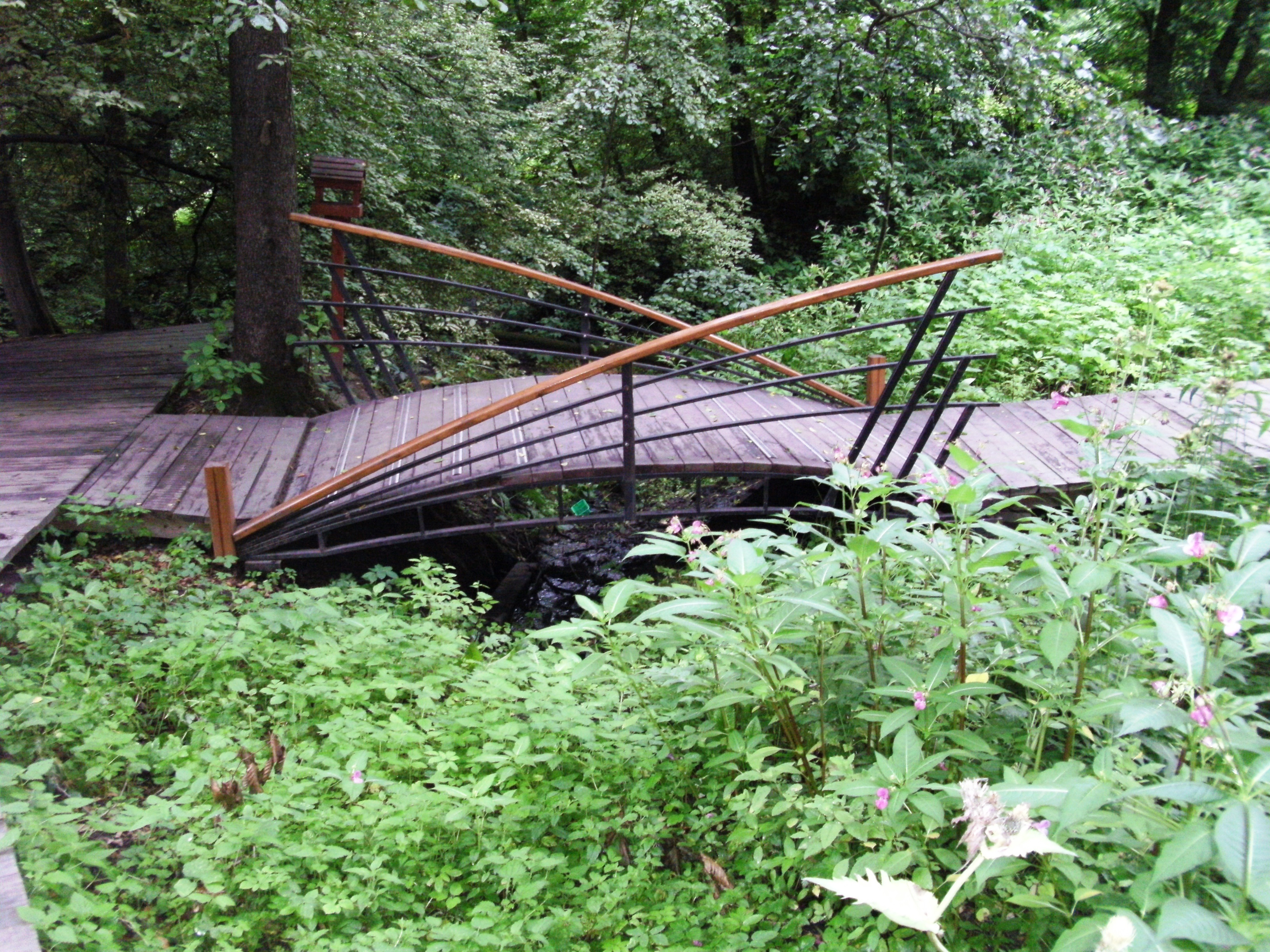
Мостик у родников
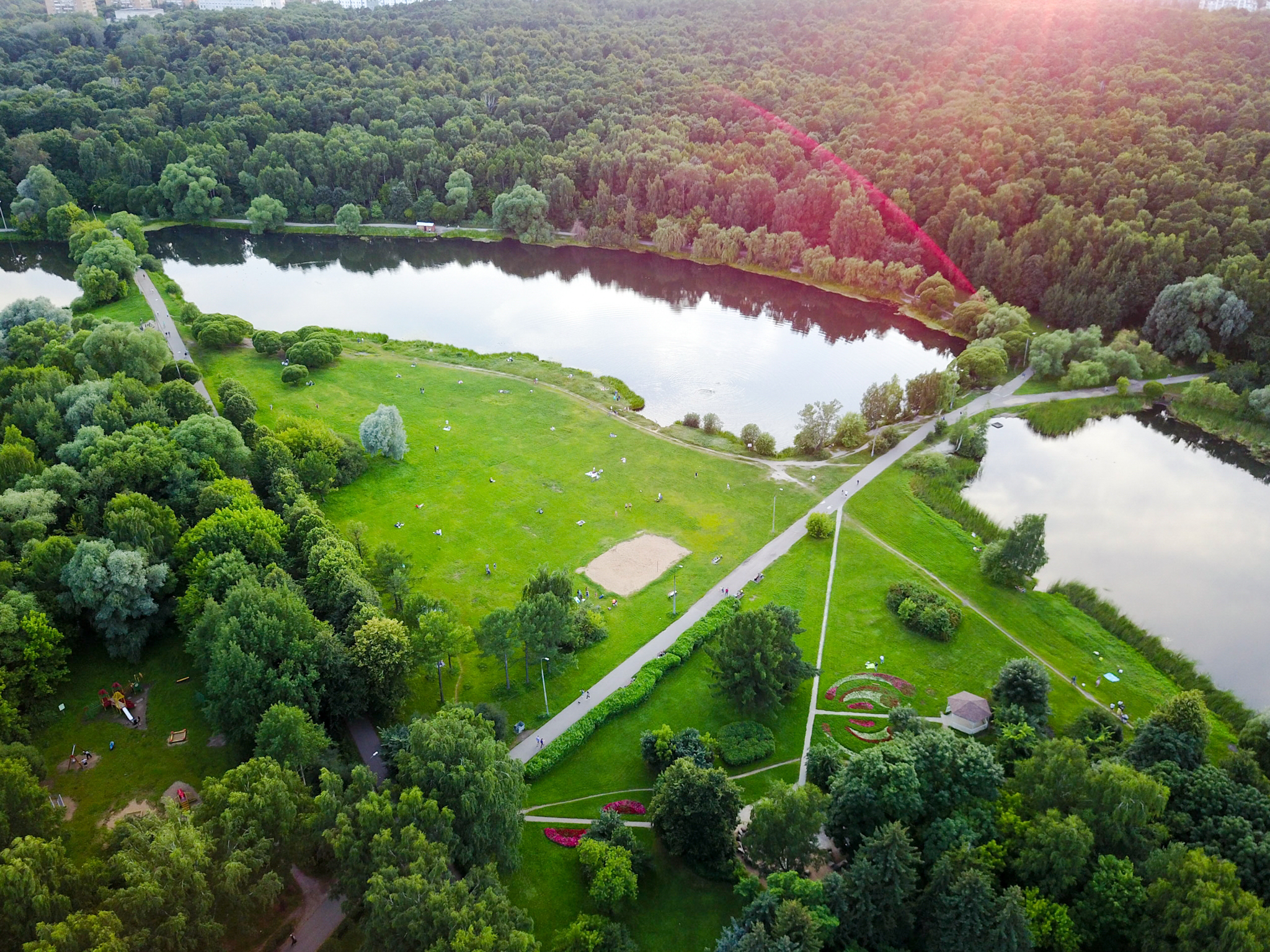
Вид прудов с высоты птичьего полета
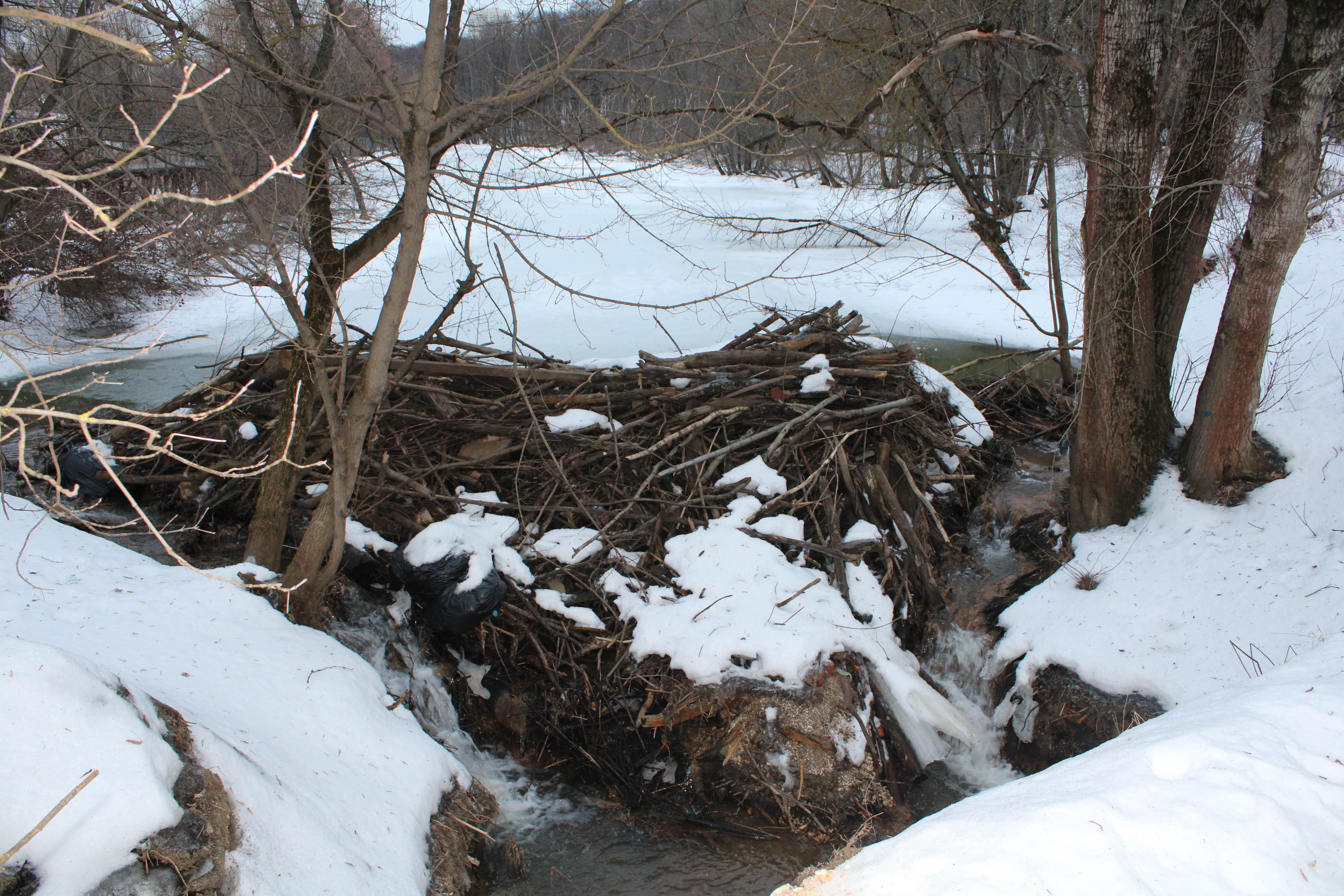
Бобровая дамба на реке Химке
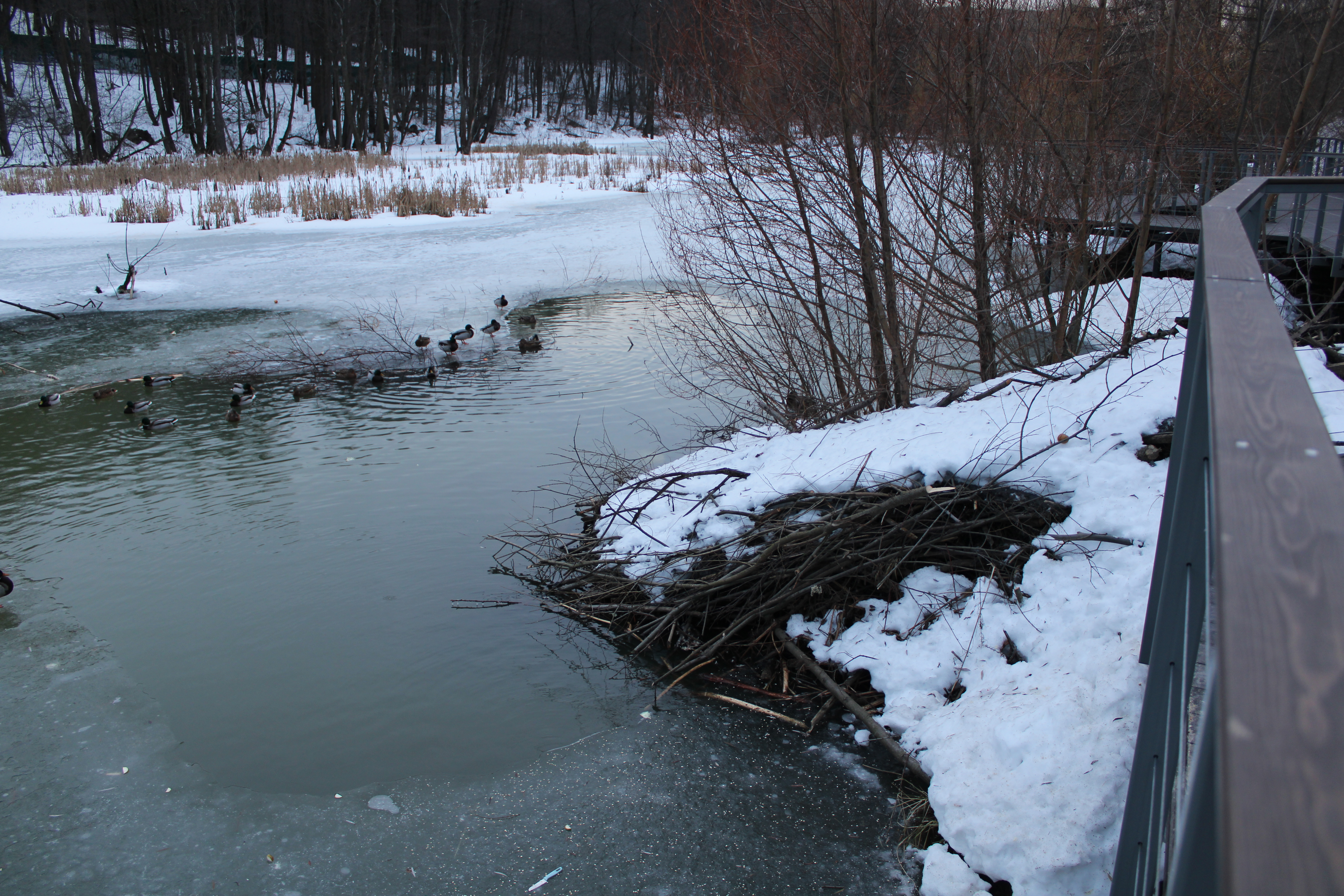
Бобровая хатка на реке Химке